# Scharnegoutum c.a.
Het waterschap Scharnegoutum c.a. was een waterschap in de gemeenten Baarderadeel, Hennaarderadeel, Sneek en Wymbritseradeel in de Nederlandse provincie Friesland.
Al in 1903 werden de eerste plannen tot oprichting van het waterschap gemaakt, maar het duurde tot 1914 voordat het waterschap een feit was. Het waterschap werd opgericht om een aantal sterk verwaarloosde vaarten te verbeteren en om de waterhuishouding beter te regelen. In 1980 ging het waterschap op in De Middelsékrite. Het voormalige gebied van Scharnegoutum c.a. maakt sinds 2004 deel uit van het Wetterskip Fryslân.